# Miguel Llambrich
Miguel Juan Llambrich (Benidorm, Alicante, 18 de enero de 1996), conocido deportivamente como Miguelón, es un futbolista español que juega como defensa en el Torrent C. F. de la Segunda Federación.

## Trayectoria
Nacido en Benidorm, se unió al plantel juvenil del Villarreal C. F. en 2006, después de haber jugado en el Benidorm C. F. y en el Alicante C. F. Hizo su debut con el Villarreal Club de Fútbol "C" el 22 de agosto de 2015, terminando el partido 1-1 contra la U. D. Alzira.
El 28 de noviembre de 2015 jugó los 90 minutos completos con el Villarreal Club de Fútbol "B" en una victoria local de 3-2 ante el C. D. Eldense, después de que tanto Felipe Alfonso como Edgar Ié no estuvieran disponibles debido a una lesión.
El 3 de diciembre de 2015 hizo su debut en el primer equipo, comenzando con una derrota por 2-3 en la Copa del Rey ante la S. D. Huesca.
Fue enviado a préstamo al R. C. D. Espanyol para la temporada 2020-21. Al término de la misma fue adquirido en propiedad tras ser activada la opción de compra que estaba contemplada en el acuerdo de cesión.
El 11 de julio de 2022 fue cedido sin opción de compra al Real Oviedo por una temporada. Esta la completó en el F. C. Cartagena después de que en enero se cancelara la cesión en el conjunto ovetense. Tras este segundo préstamo regresó a la entidad blanquiazul antes de rescindir su contrato el 14 de agosto. Entonces siguió su carrera en el C. D. Eldense, equipo con el que firmó por un año el 1 de septiembre.
El 28 de marzo de 2025 se unió al Torrent C. F. para el tramo final de la temporada.

## Estadísticas
Actualizado al último partido disputado el 10 de mayo de 2025.
| Club                          | Div.          | Temporada     | Liga  | Liga  | Copas nacionales | Copas nacionales | Copas internacionales | Copas internacionales | Total | Total |
| Club                          | Div.          | Temporada     | Part. | Goles | Part.            | Goles            | Part.                 | Goles                 | Part. | Goles |
| ----------------------------- | ------------- | ------------- | ----- | ----- | ---------------- | ---------------- | --------------------- | --------------------- | ----- | ----- |
| Villarreal C. F. "C" · España | 3.ª           | 2015-16       | 27    | 0     | —                | —                | —                     | —                     | 27    | 0     |
| Villarreal C. F. "B" · España | 2.ª B         | 2015-16       | 11    | 0     | —                | —                | —                     | —                     | 11    | 0     |
| Villarreal C. F. · España     | 1.ª           | 2015-16       | 0     | 0     | 1                | 0                | 0                     | 0                     | 1     | 0     |
| Villarreal C. F. "C" · España | 3.ª           | 2016-17       | 16    | 0     | —                | —                | —                     | —                     | 16    | 0     |
| Villarreal C. F. "C" · España | Total club    | Total club    | 43    | 0     | 0                | 0                | 0                     | 0                     | 43    | 0     |
| Villarreal C. F. "B" · España | 2.ª B         | 2016-17       | 12    | 1     | —                | —                | —                     | —                     | 12    | 1     |
| Villarreal C. F. "B" · España | 2.ª B         | 2017-18       | 32    | 0     | —                | —                | —                     | —                     | 32    | 0     |
| Villarreal C. F. "B" · España | Total club    | Total club    | 55    | 1     | 0                | 0                | 0                     | 0                     | 55    | 1     |
| Villarreal C. F. · España     | 1.ª           | 2018-19       | 8     | 0     | 3                | 0                | 5                     | 0                     | 16    | 0     |
| Villarreal C. F. · España     | Total club    | Total club    | 8     | 0     | 4                | 0                | 5                     | 0                     | 17    | 0     |
| S. D. Huesca · España         | 2.ª           | 2019-20       | 26    | 2     | 2                | 0                | —                     | —                     | 28    | 2     |
| S. D. Huesca · España         | Total club    | Total club    | 26    | 2     | 2                | 0                | 0                     | 0                     | 28    | 2     |
| R. C. D. Espanyol · España    | 2.ª           | 2020-21       | 19    | 0     | 2                | 0                | —                     | —                     | 21    | 0     |
| R. C. D. Espanyol · España    | 1.ª           | 2021-22       | 2     | 0     | 2                | 0                | —                     | —                     | 4     | 0     |
| R. C. D. Espanyol · España    | Total club    | Total club    | 21    | 0     | 4                | 0                | 0                     | 0                     | 25    | 0     |
| Real Oviedo · España          | 2.ª           | 2022-23       | 4     | 0     | 0                | 0                | —                     | —                     | 4     | 0     |
| Real Oviedo · España          | Total club    | Total club    | 4     | 0     | 0                | 0                | 0                     | 0                     | 4     | 0     |
| F. C. Cartagena · España      | 2.ª           | 2022-23       | 2     | 0     | —                | —                | —                     | —                     | 2     | 0     |
| F. C. Cartagena · España      | Total club    | Total club    | 2     | 0     | 0                | 0                | 0                     | 0                     | 2     | 0     |
| C. D. Eldense · España        | 2.ª           | 2023-24       | 2     | 0     | 2                | 0                | —                     | —                     | 4     | 0     |
| C. D. Eldense · España        | Total club    | Total club    | 2     | 0     | 2                | 0                | 0                     | 0                     | 4     | 0     |
| Torrent C. F. · España        | 2.ª F         | 2024-25       | 5     | 0     | —                | —                | —                     | —                     | 5     | 0     |
| Torrent C. F. · España        | Total club    | Total club    | 5     | 0     | 0                | 0                | 0                     | 0                     | 5     | 0     |
| Total carrera                 | Total carrera | Total carrera | 166   | 3     | 12               | 0                | 5                     | 0                     | 183   | 3     |
| 1. 2.                         |               |               |       |       |                  |                  |                       |                       |       |       |

## Palmarés

### Títulos nacionales
| Título                     | Club              | País   | Año     |
| -------------------------- | ----------------- | ------ | ------- |
| Segunda División de España | R. C. D. Espanyol | España | 2020-21 |